# Friedrich von Friedeburg (Journalist)
Friedrich von Friedeburg (* 24. Februar 1926 in Wilhelmshaven; † 1. Januar 1991 in Bad Homburg) war ein deutscher Journalist und Manager bei verschiedenen Industrieunternehmen.

## Leben
Friedrich-Ferdinand von Friedeburg besuchte die Kieler Gelehrtenschule. Sein Vater war Generaladmiral Hans-Georg von Friedeburg, ab 1943 Kommandierender Admiral der deutschen Unterseeboote. Friedrich von Friedeburg, wie er zeitlebens genannt wurde, wurde nach dem Abitur wie sein älterer Bruder Marineoffizier und sollte als Kapitänleutnant der Reserve noch 1945 als U-Boot-Kommandant im Zweiten Weltkrieg eingesetzt werden. Nach dem Krieg arbeitete er als Journalist und wurde UN-Korrespondent des Nordwestdeutschen Rundfunks (NWDR). Er studierte an den Universitäten in Seattle und Washington. Als Landesvorsitzender des Bundes Europäischer Jugend leitete er die Besetzung von Helgoland am 20. Dezember 1950 durch die zwei Heidelberger Studenten René Leudesdorff und Georg von Hatzfeld zusammen mit dem Publizisten Hubertus zu Löwenstein, um gegen britische Bombenabwürfe zu protestieren. Später war er Pressereferent der Hauptgemeinschaft des Deutschen Einzelhandels. Als Leiter der Pressestelle des Maschinenbau-Konzerns Demag (Deutsche Maschinenbau-Aktiengesellschaft) in Duisburg wurde er 1962 von der Public Relations Society of America mit dem „Silbernen Amboß“ für die beste Leistung der Öffentlichkeitsarbeit auf dem Gebiet der internationalen Beziehungen ausgezeichnet. Als Zuständiger für Public Relations verschiedener Industrieunternehmen war er ab 1968 Direktor bei Klöckner-Humboldt-Deutz und zuletzt der Braun AG.

## Familie
Sein Vater Hans-Georg von Friedeburg war Generaladmiral, ab 1943 Kommandierender Admiral der Unterseeboote. Er starb 1945 durch Suizid. Seine Mutter war Ursula von Friedeburg, geb. von Harlem. Sein Bruder war der Bildungspolitiker Ludwig von Friedeburg. Er heiratete 1957 Ingrid Freiin Bedeus von Scharberg.

## Ehrungen
Friedrich von Friedeburg erhielt am 31. Januar 1990 das Bundesverdienstkreuz am Bande der Bundesrepublik Deutschland.